# Rob Swire
Robert Swire-Thompson (Perth, 5 novembre 1982) è un cantante, polistrumentista e produttore discografico australiano, noto per essere il frontman e cofondatore del gruppo musicale drum and bass Pendulum.

## Biografia
Nato a Perth nel 1982, ha studiato allo Scotch College di Swanbourne dove si è diplomato nel 1999 e dove ha incontrato Gareth McGrillen, con il quale nel 2002 ha fondato i Pendulum. Nel 2003 si è trasferito con il tutto il gruppo a Londra, dove vive tuttora. Agli albori era generalmente conosciuto anche con lo pseudonimo Anscenic. Durante i concerti utilizza una Starr Labs Ztar Z6-SP e nelle canzoni prive di testi un Korg Kontrol 49 e una CME UF70.
È noto anche per la canzone Ghosts 'n' Stuff realizzata in collaborazione con deadmau5. Nel 2011 insieme a Gareth McGrillen forma il duo Knife Party, pubblicando l'album di debutto Abandon Ship tre anni più tardi.

## Discografia

### Con i Pendulum
- 2005 – Hold Your Colour
- 2008 – In silico
- 2010 – Immersion

### Con i Knife Party
Album in studio
- 2014 – Abandon Ship

EP
- 2011 – 100% No Modern Talking
- 2012 – Rage Valley
- 2013 – Haunted House
- 2015 – Trigger Warning